# Jiří Kotrč
Jiří Kotrč (* 25. června 1960 Praha, Československo) je bývalý československý házenkář, pivot. Po skončení aktivní kariéry působí jako trenér.
S týmem Československa hrál na letních olympijských hrách v Soulu v roce 1988, kde tým skončil na 6. místě. Nastoupil v 6 utkáních a dal 17 gólů. Na klubové úrovni hrál v letech 1978-1990 a 1994-1996 za Duklu Praha. V roce 1984 vyhrál s Duklou Pohár mistrů evropských zemí. Za reprezentaci Československa nastoupil v 250 utkáních, třikrát byl vyhlášen československým házenkářem roku.